# 广州中华民国政府
广州中华民国政府于1921年4月2日在广州成立，其前身为护法军政府。
1921年春，孫文在廣州再次举起护法的旗帜，继续采用青天白日满地红旗为国旗，反对以及不承認北京北洋政府的法统。

## 历史

### 二次护法

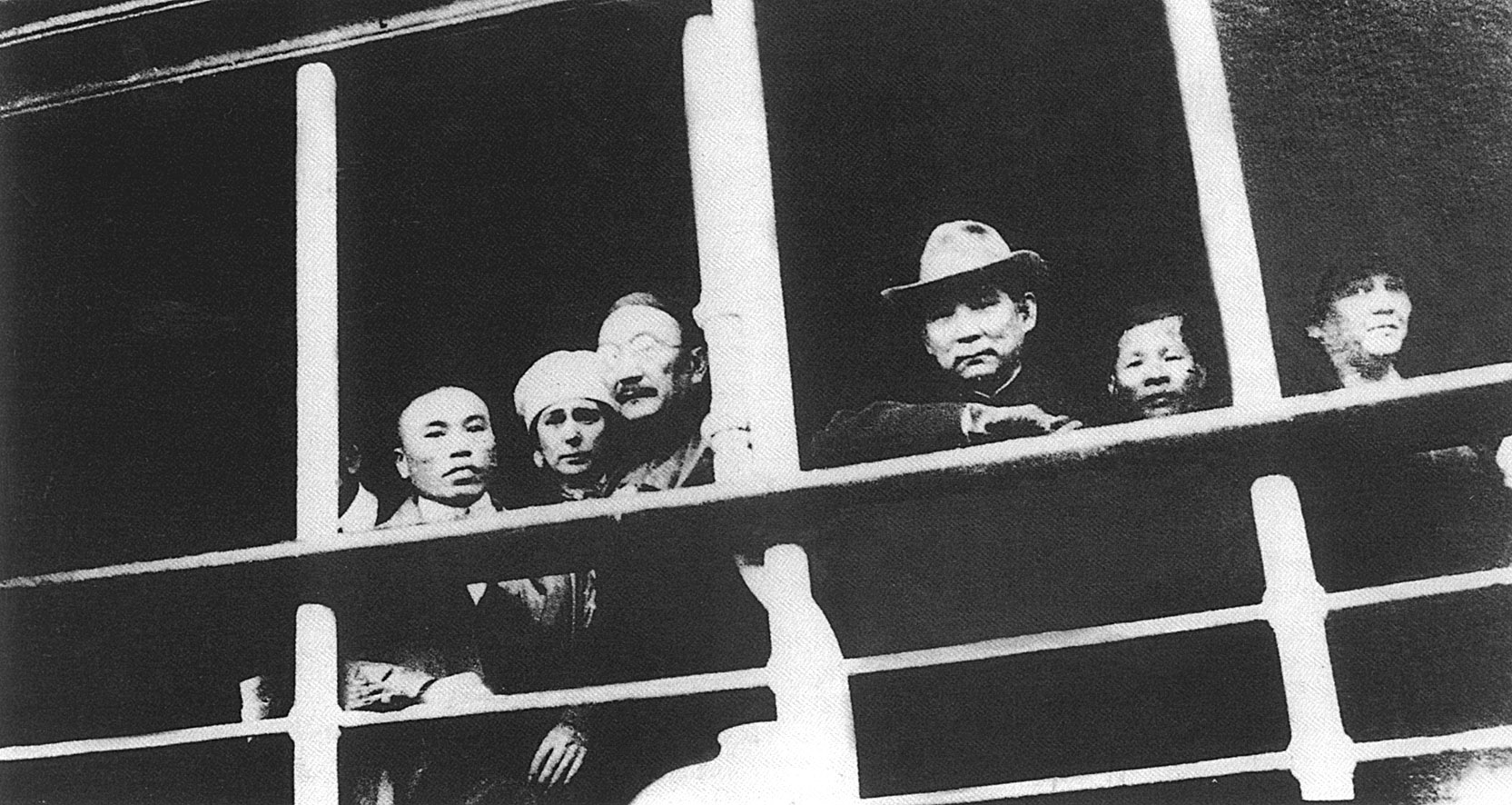
1920年11月28日，孙中山与唐绍仪在自沪返粤的轮船上

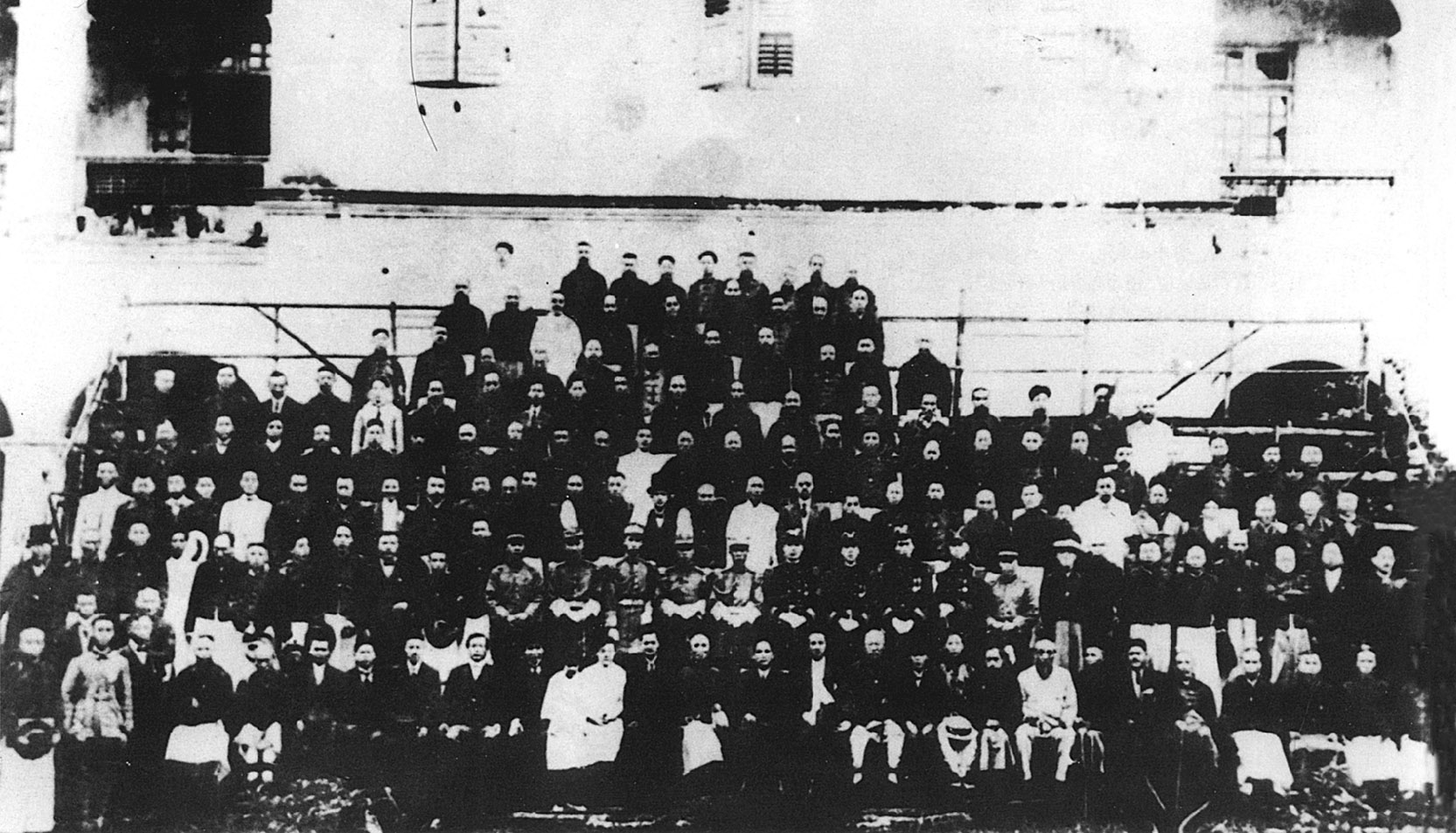
1921年5月5日，孙中山在广州就任非常大总统时合影

孫中山自1918年5月21日離開廣州後，于1920年7月，策动徐绍桢率兵攻打桂系盘踞的广州，掀起讨桂序幕。后由许崇智出任前线总指挥，于8月22日攻克惠州。10月22日，粤军向广州发起总攻，28日光复广州。孙於11月28日返回廣州，重組護法軍政府。1921年1月12日，非常國會在廣州復會。4月2日，非常國會開會，宣布取消護法軍政府，聲稱組織正式中華民國政府。4月7日通過選舉孫中山為「非常大總統」，於5月5日在廣州就職。「第二次護法」開始。
孙中山当选后向国内外分别发表声明，并写公开信给北洋政府大总统徐世昌劝他自动离职。同时发表他的新政府中央人事名单：
- 外交部长伍廷芳
  - 次长伍朝枢
- 财政部长唐绍仪
  - 次长廖仲恺
- 陆军部长陈炯明
- 内政部长陈炯明兼
- 海军部长汤廷光
- 参谋部长李烈钧
  - 秘书长马君武
- 总参议兼文官长胡汉民
- 总统府参军长徐绍桢
- 政治部长胡汉民兼
- 廣東省長陈炯明兼

### 孙陈矛盾
孫中山就職後主力北伐統一中國。但孫中山的北伐主張，遭到藉由粵軍發展在廣東坐大的陳炯明反對。陳炯明主張聯省自治—由湖南軍閥譚延闓提出並獲得浙江軍閥盧永祥、滇系唐繼堯、桂系陸榮廷、奉系張作霖、四川軍閥、胡適、梁啟超、蔡元培、章炳麟、張東蓀、丁世峄、潘力山響應的聯邦制。陳炯明提倡「暫緩軍事」，實行聯省自治確保地盤，「先立省憲」，建設廣東，但孫中山認為「聯省自治」是承認北洋政府國體的統治現狀，實質仍是變相軍閥割據。孫中山實施武力統一全國之策，最終與陳炯明發生衝突。
1922年4月，吳佩孚暗地裡派人去廣東，與陳炯明聯繫，要陳炯明武力反對孫中山北伐。5月，吳佩孚秘密與陳炯明密約，吳佩孚在北方驅逐徐世昌，陳炯明在南方推翻孫中山。步驟是：第一步藉昏懦的黎元洪復位，利用廢督裁兵打擊曹錕和各省軍閥，假使失敗也是黎元洪受害，再讓國會急選吳佩孚、陳炯明為正副總統，時機未熟之時先舉文人伍廷芳、蔡元培為正副總統，暫時過渡。北方軍閥根據曹錕、吳佩孚的旨意，紛紛發表通電，要求北南兩總統同時退位。舊國會參眾兩院議員203人於1922年5月31日發表宣言宣佈即日行使國會職權，取消南北兩政府，另組合法政府。
第一次直奉戰爭結束之後，形勢日益險惡，1922年6月3日，葉舉宣布廣州戒嚴。吳佩孚與陳炯明以黎元洪上台復職為由，表示護法目的已達到，要求孫中山應與徐世昌同時下野。蔡元培、胡適、高一涵等兩百多位支持聯省自治的各界名流，聯名致電孫中山和廣州非常國會，呼籲孫中山實踐諾言。與此同時，吳佩孚也分別電請孫中山、伍廷芳、李烈鈞等北上共謀國是，營造「全國統一」的氣氛。但孙后来澄清从没有与徐世昌同时下野的约定。
|  | 与徐同时下野之约言，不知其从何而来。吾在民国元年，曾有与宣统同时退位之语，而今日与徐同时下野之说则无有；其或造谣生事者，根据于与宣统同时退位之语而来，不过假此以荧惑世人耳目耳。如吾果有與徐世昌同時下野之語在前，是無異承認其為合法、承認其為正式總統，安能為之？吾之就總統職者，乃知名器之不可假借、職權之不可虛懸，正名定位，不使是非混淆，以亂天下人之耳目。名分既定，則吾自無與徐同時下野之理。 |

事实上，最早提出南北总统同时下野的是孙传芳于1922年5月28日给广州护法政府的通电。
陳炯明於1922年6月13日跨出最後的一步，召集葉舉等人在石龍秘密召集會議，討論叛亂軍事部署。6月15日深夜，粵軍高級將領召開會議，決定發動軍事行動逐孫下台。同日，葉舉在白雲山調動部隊，作好炮擊觀音山總統府和粵秀樓的準備。6月16日粵軍事先打電話通知後發生炮擊觀音山總統府事件。孫中山在蔣中正、陳策等護衛下乘永豐艦離開，至8月初離粵退居到盧永祥勢力範圍的上海。廣州中華民國政府瓦解。第二次護法宣告失敗。

## 后续
六一六事變後，孫中山繼續任非常大總統一職。
1923年1月19日，孫中山交由胡漢民、李烈鈞、魏邦平、許崇智、鄒魯全權攝行大總統職權。2月21日，孫中山再抵廣州；3月2日，設陸海軍大元帥大本營，任陸海軍大元帥，不再自稱大總統。